# Mapania arunachalensis
Mapania arunachalensis là loài thực vật có hoa trong họ Cói. Loài này được G.D.Pal mô tả khoa học đầu tiên năm 1994 publ. 1995.